# Chiesa di San Michele Arcangelo (Noli)
La chiesa di San Michele Arcangelo è un luogo di culto cattolico situato nel comune di Noli, raggiungibile da via Belvedere e poi attraverso un antico sentiero, in provincia di Savona.

## Storia e descrizione
Secondo le fonti storiche l'edificio in stile romanico - simile al luogo di culto presente sull'isola di Bergeggi - fu edificato in un periodo databile tra il X e l'XI secolo dai monaci benedettini dell'Abbazia di Lerino.
Il primo impianto della chiesa era ad una sola navata, abside semicircolare e volta a botte; nel XII secolo venne aggiunta una nuova navata nella parte a sinistra.
Una precisa e documentata descrizione della struttura è racchiusa in un manoscritto del 1585 di Niccolò Mascardi, quest'ultimo visitatore apostolico nei territori della diocesi di Noli.
Il sito si presenta in tempi odierni in forte stato di degrado e di deperimento, nonostante nel 1963 si siano eseguiti lavori di restauro conservativo. Tuttavia sono ancora visibili le tracce di un affresco nella volta a botte, resti della pavimentazione in cotto e parti dell'altare maggiore.
Il campanile a vela è stato edificato in epoca più tardiva.